# Explosión de AZF en Toulouse

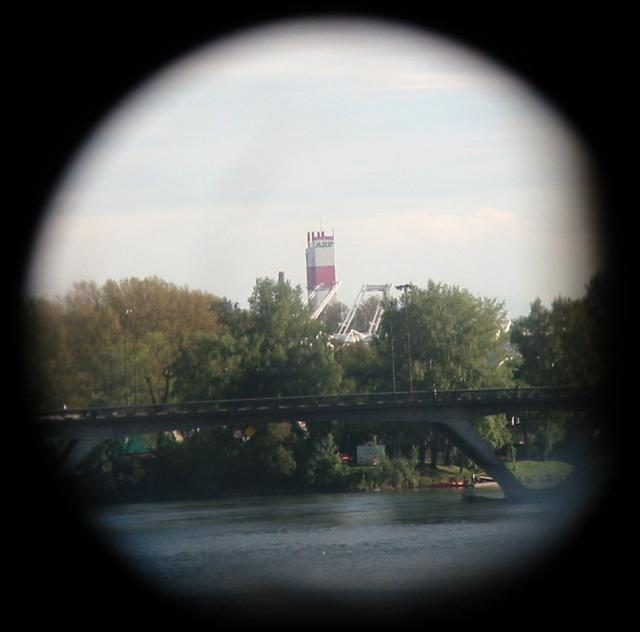
La chimenea de la fábrica vista desde el centro urbano a unos 4 o 5 km en línea recta desde los prismáticos turísticos instalados en el Pont Neuf.

La explosión de AZF en Toulouse fue una explosión acontecida el 21 de septiembre de 2001 en la planta AZF de Toulouse por la explosión de un depósito de nitrato de amonio, en el que murieron 31 personas, y resultaron heridas otras 2 500 y numerosísimos daños materiales.
AZF eran las siglas de una factoría química (AZote Fertilisants) que la empresa Grande Paroisse tenía a 5 km de Toulouse. A partir de 2005 y tras la fusión de Total y Elf Aquitaine que dio lugar a TotalFinaElf pasó a formar parte de la filial Atofina de dicho grupo.
En un principio fue construida en 1920 en el barrio de Empalot, a las afueras de la Ville Rose pero el crecimiento de la ciudad la fue envolviendo progresivamente. Esto tuvo dramáticas consecuencias el 21 de septiembre de 2001 cuando a las 10:17 de la mañana, 40 de las casi 400 toneladas almacenadas de amonitrato, fertilizante a base de nitrato de amonio, explotaron creando un cráter de 30 m de diámetro y 10 m de profundidad.

## Balance de la catástrofe

### Balance humano
El balance oficial es de 30 muertos (21 trabajadores de la empresa, 10 de los cuales asalariados de Grande Paroisse), más de 2500 heridos graves y cerca de 8000 heridos leves.
La mayor parte de los heridos fueron víctimas de una violenta onda expansiva que sacudió la ciudad rompiendo los cristales en varios kilómetros a la redonda.
Años después se contaban por varios los miles de personas que precisan tratamiento psicológico para superar los traumas originados por la explosión y las subsiguientes escenas de caos.

### Balance material
Se calcula que los daños ascendieron a 2000 millones de euros. La explosión destruyó o dañó un gran número de infraestructuras en la zona sudoeste de la ciudad, obligando a reformar o reconstruir l'École nationale supérieure des ingénieurs en arts chimiques et technologiques, el institut Gallieni y el liceo Déodat de Séverac, el centre hospitalier Gérard Marchant, el Palacio de los Deportes, la Sala Bikini amén de un buen número de empresas, piscinas, gimnasios, salas de música, etc.
Además los daños en viviendas particulares llegaron hasta el centro urbano en forma de destrozos en puertas, ventanas, techos, muros...

### Consecuencias
La fuerte conmoción que supuso la explosión, con la evacuación de un área metropolitana de cientos de miles de personas y toda la psicosis terrorista que la siguió (no hay que olvidar que la catástrofe se produjo 10 días después del atentado del World Trade Center) dejó una profunda huella en la conciencia colectiva de los tolosanos. La ineficacia administrativa en el pago de algunas indemnizaciones y las discrepancias sobre el origen de la explosión no han ayudado a que se olvide. 
Un ejemplo de hasta que punto el nombre de AZF y la fecha del 21 de septiembre de 2001 han marcado las conciencias del país lo encontramos en la decisión de las autoridades de tráfico galas de no usar la combinación AZF en las matrículas de la región del Alto Garona, pasando de AZE 31 a AZG 31, o la utilización de dichas siglas por parte de un grupo terrorista que en 2004 atentó contra la vía férrea París-Toulouse.
Aparte de los daños directos provocados por la explosión, la desaparición de la empresa y todo el tejido industrial del que se nutría fue un duro golpe para la economía de la ciudad y de todo Mediodía-Pirineos. Hasta aquel entonces la química había sido junto a la aeronáutica el motor económico de la ciudad, llegando incluso a bautizar una de sus universidades con el nombre del químico y premio Nobel local Paul Sabatier.
En el plano humano la destrucción de viviendas y residencias estudiantiles y la prioridad que se le dio a la reconstrucción de infraestructuras comunes antes que domicilios provocó una grave crisis de vivienda en la segunda ciudad con más estudiantes de Francia. Durante el año siguiente a la explosión muchos estudiantes fueron incapaces de encontrar alojamiento y otros tuvieron que hacerlo en condiciones muy precarias (cámpines, autocaravanas...).

## Causas de la explosión
Solo tres días después del atentado el procurador de la República M. Bréand adelantó que se trataba de un accidente con una seguridad del 99%. Cinco años después esta hipótesis sigue siendo la tesis oficial, pese a que los abundantes flecos sueltos e inconsistencias hacen que sea muy contestada.
Según las autoridades, un empleado de AZF vertió por error sobre el amonitrato almacenado hasta 500 kg de DCCNa (Dicloroisocianurato de sodio), un producto clorado para piscinas que se almacenaba en otra parte de la planta. El contacto de ambos compuestos habría desencadenado la reacción. Esta hipótesis se desmiente a través de las reconstrucciones de los hechos que en octubre de 2002 realizaron expertos en la materia demostrando no sólo la dificultad de confundir ambos productos sino la imposibilidad de que una reacción de esas características surgiera en las condiciones que se daban.
Otra hipótesis se centra en testimonios que aseguran haber visto extraños fenómenos atmosféricos cerca de la fábrica. Según los mismos la explosión podría deberse a algún fenómeno electromagnético muy puntual, si bien no está en ningún caso probado que el amonitrato explote al sufrir descargas eléctricas (más bien lo contrario, en 2005 se hicieron ensayos en los que descargas de hasta 63 kV no producían efecto alguno sobre este material).
También hay quien habla de seísmos. Dada la magnitud de la explosión, ésta quedó registrada en todos los sismógrafos de la zona, resultando imposible afirmar cronológicamente a ciencia cierta si el temblor de tierra fue fruto o causa de la misma.

## La fábrica en la actualidad
Pese a los esfuerzos de los empleados que promovieron la reparación y reapertura de la fábrica tras una mejora de las medidas de seguridad la presión política y de la opinión pública forzó a que la planta y sus devastados alrededores fueran demolidos en su totalidad. Pasó fase de descontaminación y los terrenos donde se asentaba fueron destinados a zonas verdes y a un centro internacional de investigaciones contra el cáncer.

## Más información

## Otros

### En la Memoria y en la cultura
- La banda tolosana de Post-rock, Agora Fidelio hizo una canción, titulada "10h17" que hace citas sobre la tragedia de Toulouse, y en ella hace una memoria hacia las víctimas de dicha tragedia.[1]